# Te vas
«Te vas» es una canción de cumbia compuesta por el cantautor peruano Estanis Mogollón en el año 2002.

## Versiones
La más conocida es la del Grupo 5. 

### Otras versiones
- También es interpretada por el cantante chileno Américo.
- La canción ha tomado fuerza en Centroamérica gracias a la versión ejecutada por Marito Rivera y su Grupo Bravo, agrupación tropical de El Salvador.
- Para 2008, la actriz y cantante Mayella Lloclla junto a David Villa saca una versión del tema.
- En América del Sur, el grupo Los Palmeras hacen su versión.